# Футбольний матч Росія — Україна (1999)
Футбольний матч Росія — Україна — офіційний футбольний матч останнього туру кваліфікаційного раунду чемпіонату Європи 2000 року між збірними Росії та України, що відбувся 9 жовтня 1999 року на стадіоні «Лужники» у Москві.
Матч викликав неабиякий ажіотаж як через принциповість протистояння збірних двох країн колишнього СРСР, так і через турнірну важливість — гра відбувалася в останньому турі групового турніру і її переможець напряму отримував право участі у фінальній частині континентальної першості 2000 року. Остаточний результат матчу — нічия з рахунком 1:1 більше задовольнила збірну України, яка таким чином змогла продовжити боротьбу за путівку на Євро-2000 у стикових матчах. Для збірної Росії нічийний результат матчу означав припинення відбіркової кампанії.
Гра відзначалася драматичним перебігом — рахунок було відкрито господарями поля лише на 75-й хвилині матчу, а зрівняно його було за три хвилини до кінця основного часу зустрічі. До того ж останній гол, пропущений воротарем Олександром Філімоновим, надовго став для вболівальників обох команд-учасниць матчу одним з найвідоміших прикладів відвертої воротарської помилки.

## Передісторія

### Турнірне значення

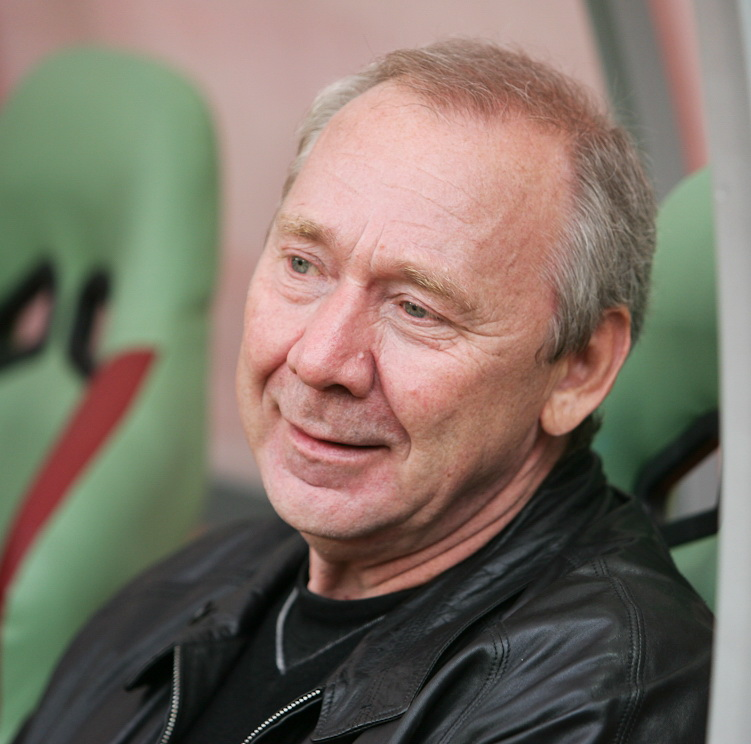
Олег Романцев, з приходом якого збірна Росії включилася у боротьбу за вихід на Євро-2000.

Гра відбувалася в рамках останнього туру змагань в групі 4 кваліфікаційного раунду чемпіонату Європи 2000 року. За регламентом турніру переможець групи напряму отримував право участі у фінальній частині чемпіонату Європи 2000 року, команда ж, що зайняла друге місце, потрапляла до стикових матчів.
Господарі матчу, збірна Росії, невдало розпочали відбірковий турнір, програвши три перші гри. Після останньої з цих поразок, гостьового програшу збірній Ісландії, головного тренера Анатолія Бишовця відправили у відставку, а штаб національної команди очолив наставник московського «Спартака» Олег Романцев. З новим головним тренером росіяни суттєво покращили турнірні здобутки, вигравши наступні шість матчів у групі, включаючи гостьову перемогу над чинними чемпіонами світу та, відповідно, головними фаворитами групи французами. В результаті цієї успішної серії ігор перед останнім туром збірна Росії займала друге місце у групі, поступаючись лідерам, українцям, лише одним очком.
Збірна України, навпаки, почала турнір дуже вдало — з чотирьох перемог та гостьової нічиєї у грі з Францією. Втім згодом були необов'язкові втрати очок в нічийних іграх проти ісландців та вірменів. Тож, перед останнім туром, українці, хоча й очолювали турнірну таблицю, мали відрив від головних конкурентів лише в один заліковий бал. У дев'яти перших матчах відбору українці не зазнали жодної поразки при чотирьох нічиїх, пропустивши лише три голи.
Турнірне становище команд перед останнім туром групового турніру:
|          |   |   |   |   |    |    |    |
| Команда  | І | В | Н | П | МЗ | МП | О  |
| Україна  | 9 | 5 | 4 | 0 | 13 | 3  | 19 |
| Росія    | 9 | 6 | 0 | 3 | 21 | 11 | 18 |
| Франція  | 9 | 5 | 3 | 1 | 14 | 8  | 18 |
| Ісландія | 9 | 4 | 3 | 2 | 10 | 4  | 15 |
| Вірменія | 9 | 1 | 2 | 6 | 5  | 15 | 5  |
| Андорра  | 9 | 0 | 0 | 9 | 3  | 25 | 0  |
|          |   |   |   |   |    |    |    |

Враховуючи турнірне становище перед очною зустріччю, перемога будь-якої з команд-суперниць виводила її на перше місце у групі, яке давало пряму путівку до фінальної частини Євро-2000, незалежно від результату гри французів з ісландцями, що проходила того ж дня (за винятком надзвичайно результативної перемоги збірної Франції, яка при перемозі збірної Росії могла відтіснити останню на друге місце). За умови ймовірної перемоги французів нічия залишала збірну Росії поза подальшою боротьбою, натомість відправляючи збірну України до раунду стикових матчів.
| Розподіл місць у верхній частині турнірної таблиці залежно від результатів матчів Росія-Україна та Франція-Ісландія | Розподіл місць у верхній частині турнірної таблиці залежно від результатів матчів Росія-Україна та Франція-Ісландія | РОС-УКР                             | РОС-УКР                             | РОС-УКР                             | РОС-УКР |
| Розподіл місць у верхній частині турнірної таблиці залежно від результатів матчів Росія-Україна та Франція-Ісландія | Розподіл місць у верхній частині турнірної таблиці залежно від результатів матчів Росія-Україна та Франція-Ісландія | Перемога Росії                      | Нічия                               | Перемога України                    |         |
| --- | --- | ----------------------------------- | ----------------------------------- | ----------------------------------- | ------- |
| ФРА-ІСЛ | Значна перемога Франції1                                                                                            | 1. Франція · 2. Росія · 3. Україна  | 1. Франція · 2. Україна · 3. Росія  | 1. Україна · 2. Франція · 3. Росія  |         |
| ФРА-ІСЛ | Перемога Франції | 1. Росія · 2. Франція · 3. Україна  | 1. Франція · 2. Україна · 3. Росія  | 1. Україна · 2. Франція · 3. Росія  |         |
| ФРА-ІСЛ | Нічия | 1. Росія · 2. Україна · 3. Франція  | 1. Україна · 2. Росія · 3. Франція  | 1. Україна · 2. Франція · 3. Росія  |         |
| ФРА-ІСЛ | Перемога Ісландії                                                                                                   | 1. Росія · 2. Україна · 3. Ісландія | 1. Україна · 2. Росія · 3. Ісландія | 1. Україна · 2. Ісландія · 3. Росія |         |

1 — перемога Франції з різницею м'ячів на 5 голів кращою ніж перевага Росії у грі з Україною.

### Передматчевий ажіотаж

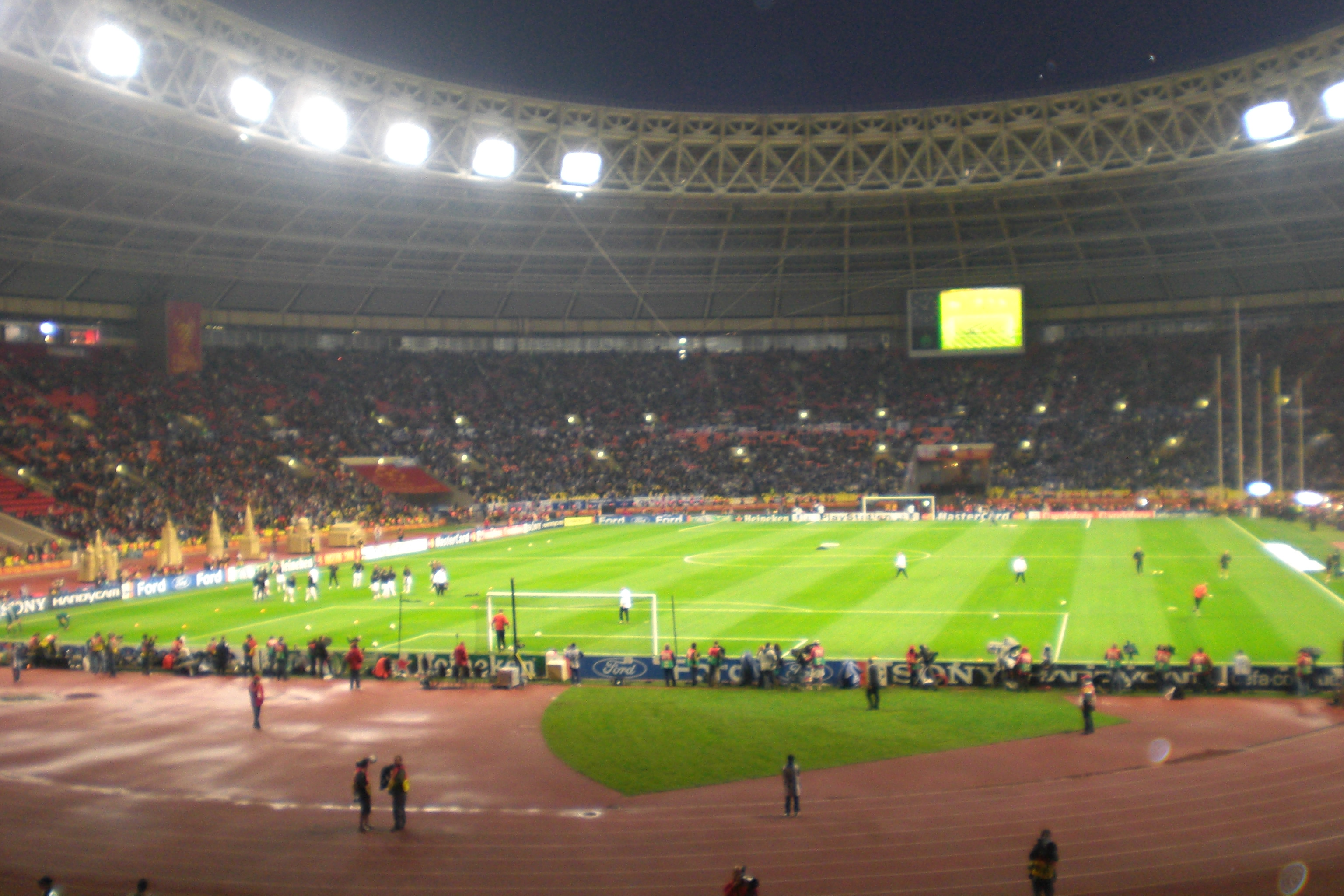
Московська арена «Лужники», що вмістила понад 78 тисяч глядачів матчу.

Гра викликала підвищений глядацький інтерес, оскільки команди-учасниці представляли дві сусідні країни, пов'язані спільною, не завжди однозначною, історією. Країни донедавна були найбільшими за населенням республіками СРСР та мали довгу історію принципового футбольного протистояння на клубному рівні в рамках внутрішніх радянських турнірів, насамперед чемпіонату СРСР. До гри на «Лужниках» національні збірні Росії та України зустрічалися лише одного разу, 5 вересня 1998 року, коли у третьому турі цього ж відбіркового турніру до Євро-2000 на київському стадіоні «Олімпійський» з рахунком 3:2 перемогли господарі, збірна України. Тож, окрім турнірного значення, гра викликала значний ажіотаж через принциповість російсько-українського протистояння та бажання збірної Росії реваншуватися за поразку у Києві.
І без того високий інтерес до матчу підігрівався засобами масової інформації, іноді у провокативний спосіб. Зокрема, наявність у складі збірної Росії півзахисника Дмитра Хохлова дозволила одному з провідних російських спортивних видань газеті «Советский Спорт» напередодні гри вийти з провокаційною передовицею «Бий, Хохлов! Рятуй Росію!» (рос. Бей, Хохлов! Спасай Россию!). Російською мовою ця фраза за звучанням тотожна заклику «Бий хохлів, рятуй Росію» (рос. Бей хохлов, спасай Россию), що у свою чергу є алюзією на відомий білогвардійський лозунг «Бий жидів, спасай Росію» з використанням зневажливого прізвиська українців («хохли»).
Попри задекларовані підвищені заходи безпеки російські правоохоронці не попередили напади на автобуси українських футболістів — в автобусі, яким переміщалися гравці молодіжної збірної України, пляшкою розбили вікно, а пляшка, кинута в автобус національної збірної розбилася об його корпус. 
За свідченнями російських футбольних оглядачів ажіотаж перед грою проти збірної України в Росії був максимальним у новітній історії російського футболу, яка на той час налічувала більше 7 років, — інтерес до футболу охопив практично всі верстви населення країни. Квитки на гру розійшлися задовго до дня її проведення та перепродавалися «з рук» щонайменше за 3-4 номінали, а ціна за найпрестижніші місця сягала 600 доларів США. Поспостерігати за грою прибули декілька тисяч вболівальників з України, яким виділили до 7 тисяч місць на арені.
Про неабияку важливість гри свідчила й присутність на трибунах тодішніх прем'єр-міністрів обох країн — Володимира Путіна та Валерія Пустовойтенка.

## Гра

### Протокол матчу
| 9 жовтня 1999 18:00 CET |

| Росія      | 1:1      | Україна      |
| ---------- | -------- | ------------ |
| Карпін 75' | Протокол | Шевченко 87' |

| «Лужники», Москва Глядачів: 78 600 Арбітр: Девід Еллерей |

| Росія | Україна |

| РОСІЯ:           |    |                      |     |     |
|                  |    |                      |     |     |
| ГК               | 1  | Олександр Філімонов  |     |     |
| ЗХ               | 2  | Дмитро Хлестов       | 48' |     |
| ПЗ               | 3  | Дмитро Хохлов        |     |     |
| ЗХ               | 4  | Олексій Смертін      |     |     |
| ПЗ               | 5  | Дмитро Аленічев      |     |     |
| ЗХ               | 6  | Юрій Дроздов         |     |     |
| ЗХ               | 7  | Віктор Онопко (к)    |     |     |
| ПЗ               | 8  | Валерій Карпін       |     |     |
| ПЗ               | 9  | Єгор Титов           |     |     |
| НП               | 10 | Олександр Панов      | 80' |     |
| ПЗ               | 11 | Андрій Тихонов       | 62' |     |
| Заміни:          |    |                      |     |     |
| НП               | 17 | Володимир Бесчастних |     | 62' |
| ПЗ               | 18 | Сергій Семак         |     | 80' |
| Головний тренер: |    |                      |     |     |
| Олег Романцев    |    |                      |     |     |

| УКРАЇНА:         |    |                       |     |     |
|                  |    |                       |     |     |
| ГК               | 1  | Олександр Шовковський |     |     |
| ЗХ               | 2  | Олег Лужний (к)       |     |     |
| ЗХ               | 3  | Сергій Мізін          |     |     |
| ЗХ               | 4  | Олександр Головко     |     |     |
| ЗХ               | 5  | Владислав Ващук       |     |     |
| ПЗ               | 6  | Юрій Дмитрулін        | 76' |     |
| ПЗ               | 7  | Юрій Максимов         | 77' |     |
| ПЗ               | 8  | Андрій Гусін          |     |     |
| НП               | 9  | Сергій Скаченко       | 41' |     |
| НП               | 10 | Андрій Шевченко       |     |     |
| НП               | 11 | Сергій Ребров         |     |     |
| Заміни:          |    |                       |     |     |
| ЗХ               | 18 | Володимир Микитин     |     | 41' |
| ПЗ               | 15 | Сергій Ковальов       |     | 76' |
| ПЗ               | 14 | Геннадій Мороз        |     | 77' |
| Головний тренер: |    |                       |     |     |
| Йожеф Сабо       |    |                       |     |     |

|  |

### Статистика команд
| Росія  | Показник (перший тайм)          | Україна |
| ------ | ------------------------------- | ------- |
| 1 (0)  | Голи                            | 1 (0)   |
| 16 (8) | Удари                           | 10 (4)  |
| 5 (1)  | Удари у площину воріт           | 4 (0)   |
| 10 (6) | Кутові удари                    | 2 (1)   |
| 12 (5) | Штрафні удари                   | 9 (5)   |
| 0 (0)  | Оффсайди                        | 1 (0)   |
| 8,0    | Оцінка за десятибальною шкалою* | 7,5     |

* — за версією газети «Український футбол»

### Тактика і стартові склади

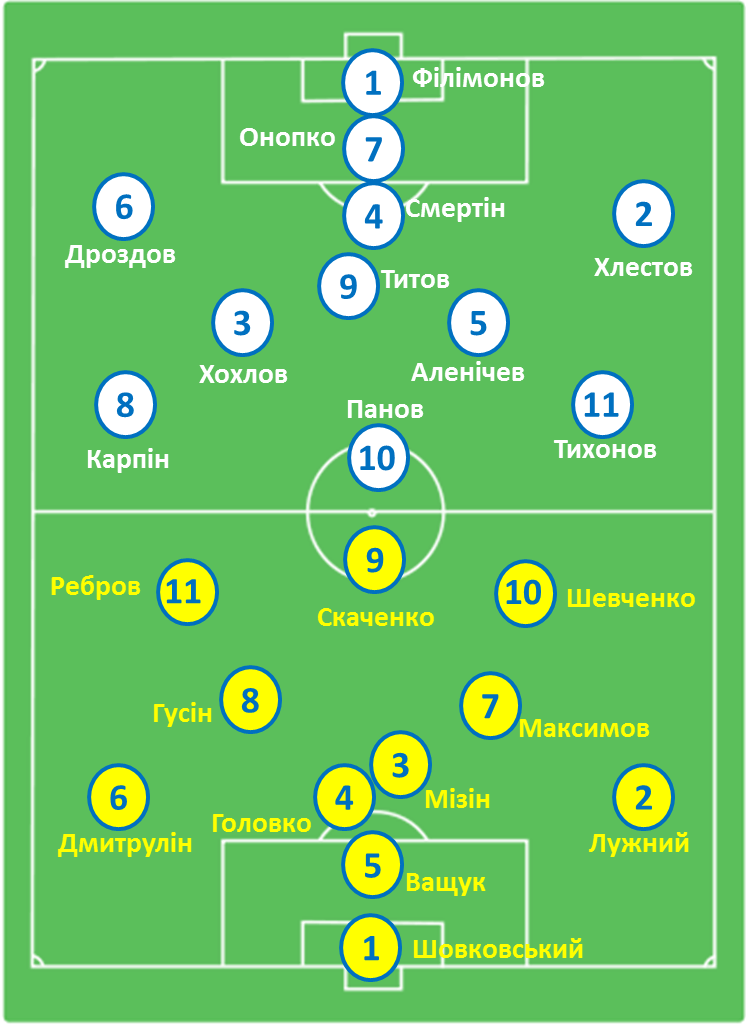
Стартові тактичні схеми команд.

#### Збірна Росії
У вирішальній грі відбіркового турніру тренер росіян Олег Романцев вирішив зробити ставку на контроль середини поля, обравши тактичну схему 4-5-1. У центрі півзахисту у стартовому складі вийшли московський «спартаківець» Єгор Титов, Дмитро Аленічев з італійської «Перуджі», а також представник нідерландського ПСВ Ейндговен Дмитро Хохлов. На флангах діяли атакувальні півзахисники Андрій Тихонов зі «Спартака» (Москва) та Валерій Карпін (іспанська «Сельта Віго»).
На вістрі атаки у стартовому складі на поле вийшов Олександр Панов («Зеніт»), герой гостьової гри проти збірної Франції на «Стад-де-Франс», де два забиті ним голи допомогли росіянам здолати чинних чемпіонів світу з рахунком 3:2.
Нейтралізувати атакувальних гравців збірної України був покликаний квартет захисників — капітан команди Віктор Онопко з іспанського «Реал Ов'єдо» та Олексій Смертін з московського «Локомотива» у центрі, а також одноклубник Смертіна Юрій Дроздов та московський «спартаківець» Дмитро Хлестов на флангах. Причому, попри несхильність Романцева використовувати персональну опіку, номінальні флангові захисники у грі проти України персонально опікали відтягнутих нападників української команди — Хлестов грав проти Реброва, а завданням Дроздова було нейтралізувати Шевченка.
Як згодом виявилося небезпідставно, занепокоєння як головного тренера збірної Росії, так і російських футбольних експертів, таких як Володимир Маслаченко, викликав вибір воротаря на цю гру. Врешті-решт місце у воротах збірної зайняв «спартаківець» Олександр Філімонов, ігрова форма якого й була причиною занепокоєння росіян. Втім, проти вибору кожного з інших голкіперів, на яких могли розраховувати тренери збірної Росії, були свої аргументи — досвідчений Станіслав Черчесов зміг прибути до збірної зі свого клубу, австрійського «Тіроля», лише за два дні до гри; про форму Сергія Овчинникова, який на той час захищав кольори провінційної португальської «Алверки», практично не було інформації; а Руслан Нігматуллін з московського «Локомотива» на той час у збірній не провів жодної офіційної гри і цей матч мав зависоку важливість для воротарського дебюту.

#### Збірна України

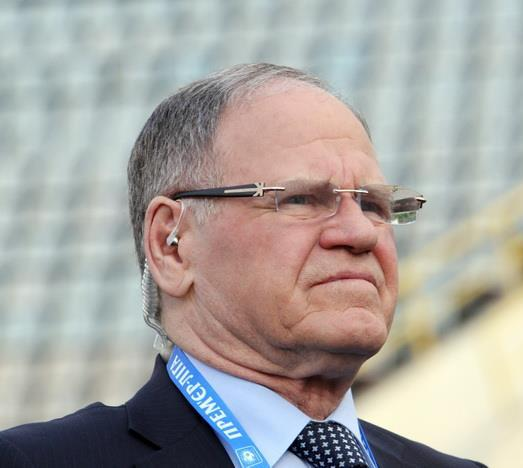
Йожеф Сабо, головний тренер збірної України у 1994 та 1996—1999 роках.

Головний тренер збірної України Йожеф Сабо, як і в решті матчів відбіркового циклу, основну ставку у грі проти збірної Росії зробив на гравців київського «Динамо». Шість з одинадцяти гравців стартового складу збірної України представляли саме київський клуб, а решта п'ять були колишніми «динамівцями», причому двоє з них, Олег Лужний та Андрій Шевченко, перейшли з «Динамо» відповідно до лондонського «Арсенала» та «Мілана» лише декількома місяцями раніше.
Якщо стартовий склад збірної України був здебільшого прогнозованим, то тактична побудова, обрана тренерським штабом українців, стала доволі неочікуваною, оскільки по суті являла собою незвичну для сучасного футболу схему лише з двома півзахисниками. Воротареві Олександру Шовковському захищати ворота були покликані допомагати відразу п'ятеро захисників — до класичної «динамівської» четвірки останніх років (Лужний, Ващук, Головко, Дмитрулін), було додано півзахисника «Карпат» Мізіна, який мав забезпечити чисельну перевагу в центрі захисту.
У нападі надії тренерів збірної України покладалися відразу на трьох нападників. Крім зіркового дуету нападників другої половини 1990-х Шевченко-Ребров, яким було відведено роль відтягнутих нападників, у стартовому складі збірної вийшов гравець французького «Меца» Сергій Скаченко, що мав грати на вістрі атаки.
Таким чином безпосередньо на «чистих» півзахисників у стартовому складі українців лишилися лише два місця, які зайняли Юрій Максимов з німецького «Вердера» та київський «динамівець» Андрій Гусін. Передбачалося, що відпрацьовувати у півзахисті будуть і нападники, а при атакувальних діях в середину поля висуватимуться захисники, втім рішення протиставити насиченому півзахисту росіян лише двох номінальних гравців середньої ланки було досить ризикованим.

### Перший тайм
Майже від самого початку матчу ініціативу захопили господарі поля, які, спираючись на потужну лінію півзахисту, подовгу контролювали м'яч, а в разі його втрати відразу активно вмикалися у відбір. Втім, попри помітну ігрову перевагу, у першій половині першого тайму створити реальну загрозу воротам Шовковського росіянам не вдалося. Натомість перший гольовий момент створили гравці збірної України, коли після серії рикошетів у штрафному майданчику збірної Росії м'яч потрапив до Реброва, який у боротьбі з чотирма суперниками пробив поруч зі штангою. Трохи пізніше того ж Реброва захисники збірної Росії залишили одного майже на лінії воротарського майданчика, де його знайшов фланговий навіс партнера, проте удар Сергія головою пройшов набагато вище воріт.
Втім загалом друга половина першого тайму також пройшла за ігрової переваги росіян, яка все частіше почала виливатись у небезпечні моменти біля воріт збірної України. Спочатку двома потужними дальніми ударами відзначився Хохлов, перший з яких був переведений на кутовий українським голкіпером, другому трохи бракувало точності. А згодом були вкрай небезпечні неточні удари головою у виконанні Панова і Титова, причому перший з них нападник російської збірної завдавав з меж воротарського майданчика по порожніх воротах.
На посилення тиску на ворота своєї команди головний тренер збірної України Йожеф Сабо відповів, випустивши ще наприкінці першого тайму захисника донецького «Шахтаря» Володимира Микитина, який змінив на полі висунутого уперед нападника Сергія Скаченка. Микитин зайняв місце на лівому фланзі захисту, дозволивши Юрію Дмитруліну перейти на позицію опорного півзахисника, що дещо покращило для збірної України баланс сил у середині поля.

### Другий тайм
На початку другого тайму обидві команди демонстрували обережний футбол з мінімумом гострих моментів. Протягом цього часу основна загроза воротам Філімонова надходила після штрафних ударів у виконанні Андрія Шевченка — спочатку після навісу зі штрафного не поцілив у ворота Сергій Ребров, а згодом потужний прямий удар голкіпер російської збірної відбив. Росіяни ж вдалися до ударів з далекої дистанції, втім потужні удари Віктора Онопка та Дмитра Аленічева успіху не принесли.
Поступово гравці збірної Росії, яких не влаштовував нічийний результат зустрічі, почали активніше йти уперед, все частіше залишаючи вільні зони у власному захисті та ризикуючи отримати контратаку у відповідь. На 62 хвилині наставник господарів поля збільшив акцент на атаку, випустивши на поле другого чистого нападника Володимира Бесчастних, якій змінив атакувального півзахисника Андрія Тихонова. Втім ця заміна не призвела до збільшення тиску на ворота українців, натомість саме гості почали все частіше користуватися можливостями для контратак, не зумівши реалізувати відразу декілька гострих моментів біля воріт збірної Росії.

#### Гол Карпіна (1:0)

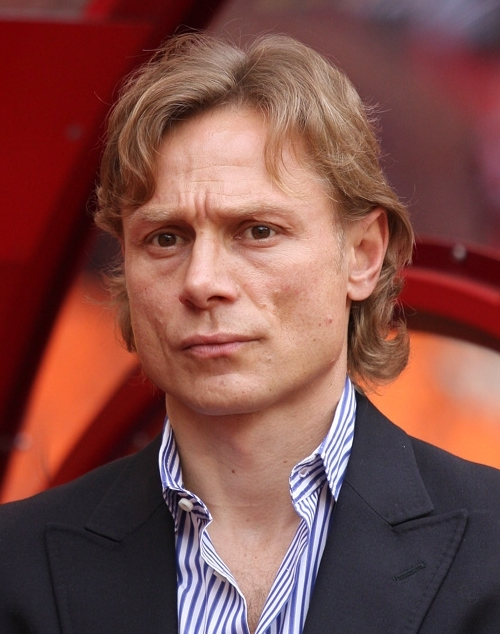
Валерій Карпін

Під час чергової атаки збірної Росії суддя матчу зупинив гру, зафіксувавши неочевидне порушення правил на підступах до штрафного майданчику збірної України, та призначив штрафний удар на відстані 19 метрів від воріт Шовковського.
Штрафний виконав Валерій Карпін, який потужним прямим ударом спрямував м'яч у ліву від голкіпера збірної України половину воріт, закривати яку мала «стінка» з українських футболістів. М'яч пролетів скрізь «стінку» та опинився у воротах. Шовковський зреагував запізно, оскільки не чітко бачив момент удару, і до м'яча не дотягнувся. Таким чином на 75-й хвилині матчу господарі поля відкрили рахунок в зустрічі.
Забитий м'яч докорінно змінив ситуацію на полі, оскільки після нього рахунок більш ніж влаштовував збірну Росію, у той час як збірній України тепер треба було забивати аби зберегти шанс на вихід до фінальної частини Євро-2000. Враховуючи зміни у завданнях команд, обидва тренери обмінялися замінами. Наставник українців випустив свіжих гравців у центр півзахисту — замість Дмитруліна і Максимова вийшли відповідно Сергій Ковальов та Геннадій Мороз. А тренер збірної Росії змінив одного з нападників Олександра Панова на гравця центру поля Сергія Семака.
Забитий гол і активна підтримка трибун надала впевненості гравцям російської команди, які контролювали м'яч, а втрачаючи його, перекривали вільні зони, змушуючи українських футболістів використовувати дальні навіси, які до небезпечних моментів біля воріт суперника не призводили.

#### Гол Шевченка (1:1)

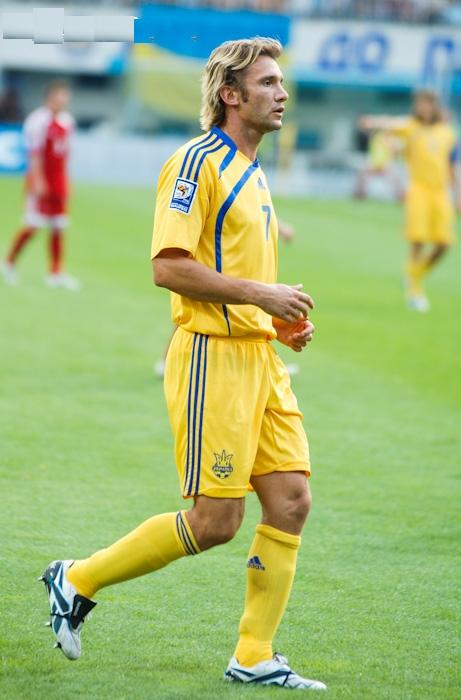
Андрій Шевченко

Переможний для збірної Росії рахунок тримався до 87-ої хвилини, на якій арбітр зустрічі призначив штрафний удар за порушення правил Олексієм Смертіним проти Сергія Мізіна, який обробляв м'яч на лівому фланзі атаки збірної України. Порушення правил відбулося практично на боковій лінії поля за 35 метрів від воріт збірної Росії. Стандартний удар виконав Андрій Шевченко, який по високій траєкторії спрямував м'яч у площину воріт суперника. Голкіпер росіян Олександр Філімонов в момент удару почав рухатися уперед аби перехопити м'яч у випадку ймовірного при розіграші такого стандарту навісу в центр штрафного майданчику. Помітивши, що м'яч натомість закручується у напрямку воріт, Філімонов почав задкувати, після чого спробував зафіксувати м'яч, який вислизнув з його рук та опинився у сітці воріт російської збірної, встановивши рахунок 1:1.
Згодом російські експерти та ЗМІ трактували гол Шевченка як випадковість, зазначаючи, що український нападник не бив по воротах, а невдало виконав навіс на своїх партнерів. Натомість сам Шевченко, визнавши помилку російського воротаря, наголосив на правильності свого рішення саме пробивати по воротах, а головний тренер «жовто-блакитних» Йожеф Сабо зробив акцент на майстерності Шевченка, який наполегливо тренував подібні удари й уже не вперше відзначався голом з подібного стандарту. Пізніше, за версією авторитетного футбольного порталу Goal.com, цей гол увійшов до списку семи найвидатніших моментів у кар'єрі Шевченка.
Проте, головною причиною забитого українцями гола все ж стала помилка російського голкіпера. Згодом невдалі дії Філімонова пояснювалися дощем, що йшов під час зустрічі, а також освітленням стадіону, що могло засліпити воротаря, втім більшість експертів зійшлися на думці, що головною причиною помилки стало рішення самого голкіпера намагатися зафіксувати м'яч замість того, аби відбити його вбік. Після цього матчу серед уболівальників обох команд-учасниць Філімонов став асоціюватися саме з цією помилкою, а серед спортивних оглядачів і журналістів його прізвище стало використовуватися для характеристики голів, забитих через очевидні воротарські помилки.

#### Завершення зустрічі
Після гола Шевченка у команд лишалося дві хвилини основного часу зустрічі, а також чотири хвилини компенсованого арбітром часу, аби змінити остаточний рахунок гри. За цей час Андрій Шевченко мав можливість відзначитися другим голом у ворота росіян, знову пробивши зі штрафного з лівого флангу нападу. Цього разу Філімонов дістав м'яч у дальньому верхньому куті воріт, перевівши його на кутовий. Господарі ж поля найреальнішу нагоду вирвати перемогу змарнували під завісу матчу, коли вкрай неточного удару з лінії штрафного майданчика завдавав Дмитро Хохлов.

## Після матчу

### Післяматчеві коментарі
Післяматчеві коментарі головних тренерів команд:
Олег Іванович Романцев:

Якщо говорити про гру, то шанси були рівні, втім ми заслуговували на перемогу. Мабуть, сьогодні був не наш день, оскільки ми давно не мали стільки моментів, скільки сьогодні. А збірна України так не ризикувала протягом усього турніру.

Я думаю, що сьогодні виставив вірний склад, атакувальний, про який думав протягом декількох днів. Я вдячний усім футболістам і зараз не хочу нікого засуджувати, тим паче, що досі відчуваю стрес. Для мене це страшна катастрофа. Стосовно ж збірної України, то вона мене здивувала хіба що сьогоднішнім результатом. Говорячи про цілі нашої збірної, ми всі маємо розуміти, що національна команда — це верхівка піраміди, яка потребує міцної основи. Держава має звернути увагу на футбол.
Йожеф Йожефович Сабо:

Гра була вкрай важкою, в ній не можна нікого відзначити. Ми могли як виграти, так і програти. Стосовно ж своєї команди, можу сказати, що вона «перегоріла» до початку матчу. Навіть наші досвідчені легіонери хвилювалися. Через це, звісно, було багато помилок. Максимов, Гусін, Скаченко діяли невпевнено. Я дуже побоювався гола на початку першого тайму, тоді все могло розвалитися. Але добре те, що добре закінчується. Мені шкода, що російська збірна не пройшла до фінальної частини. Це дуже гарна команда, про що я казав ще тоді, коли в неї ніхто не вірив. Автор гола Шевченко — великий гравець, і як би він не грав, ми завжди будемо на нього сподіватися. Трохи прикро, адже наша збірна від другого туру йшла у таблиці на першому місці, а тепер її обійшли французи. Але ж вони — чемпіони світу і своє місце посіли по праву.

### Турнірний результат
Остаточний результат матчу, нічия 1:1, найбільше влаштував збірну Франції, яка не без проблем здолала збірну Ісландії з рахунком 3:2 і, таким чином, завершила відбірковий турнір на чолі групи, виборовши право участі у фінальній частині чемпіонату Європи наступного року. Збірна України фінішувала на другому місці, яке надавало їй право поборотися за вихід до фінальної частини Євро-2000 у стикових матчах.
Фінальна турнірна таблиця відбіркової групи:
|          |    |   |   |    |    |    |    |
| Команда  | І  | В | Н | П  | МЗ | МП | О  |
| Франція  | 10 | 6 | 3 | 1  | 17 | 10 | 21 |
| Україна  | 10 | 5 | 5 | 0  | 14 | 4  | 20 |
| Росія    | 10 | 6 | 1 | 3  | 22 | 12 | 19 |
| Ісландія | 10 | 4 | 3 | 3  | 12 | 7  | 15 |
| Вірменія | 10 | 2 | 2 | 6  | 8  | 15 | 8  |
| Андорра  | 10 | 0 | 0 | 10 | 3  | 28 | 0  |
|          |    |   |   |    |    |    |    |

У стикових матчах, які проходили 13 та 17 листопада 1999 року, суперником українців стала збірна Словенії, яка за сумою двох матчів виявилася сильнішою, перемігши із загальним рахунком 3:2.
Примітно, що і в цьому протистоянні не обійшлося без вирішальної воротарської помилки. У першій стиковій грі, яка завершилася перемогою господарів поля, словенців, з рахунком 2:1 другий м'яч збірна України пропустила після очевидної помилки голкіпера Олександра Шовковського. Вийшовши далеко вбік від воріт, український голкіпер вибив м'яч прямо на півзахисника супротивника Миленко Ачимовича, який відразу ж пробив по порожніх воротах майже з центра поля. Шовковський не встиг вчасно повернутися у ворота, аби відбити цей удар.
Таким чином, нічия у грі збірних Росії та України врешті-решт виявилася невдалим результатом для обох команд, адже жодна з них не змогла вирішити завдання відбіркового турніру — стати учасником фінальної частини Євро-2000.

## Цікаві факти
- Після матчу російські вболівальники були агресивно налаштовані, кидали в автобус з українськими футболістами каміння тощо. Через це в цілях безпеки збірна України була вимушена зупинитися на території посольства України у Москві[15].
- За свідченням Костянтина Ернста, якого незадовго до матчу було призначено генеральним директором російського Першого каналу, що транслював зустріч, за рахунку 1:0 на користь збірної Росії до нього надходило прохання від тодішнього Президента Російської Федерації Бориса Єльцина аби телевізійний коментатор гри поздоровив глядачів із виходом російської збірної на Євро-2000. Прохання надійшло через прес-секретаря голови держави за п'ять хвилин до кінця матчу, втім поки Ернст намагався зв'язатися з коментатором матчу, рахунок було зрівняно[16].
- Того ж дня, що й гра у Москві, проходив матч останнього туру змагань у 8-й відбірковій групі кваліфікаційного турніру до Євро-2000, в якому збірна Хорватії приймала географічних сусідів, збірну Югославії. За значенням та підтекстом ця гра багато в чому була подібною до російсько-українського двобою — команди-учасниці також представляли країни, що незадовго до того були складовими однієї держави (СФРЮ); протистояння було принциповим через спільну футбольну і політичну історію; результат матчу також безпосередньо впливав на розподіл місць у відбірковій групі. Ця гра, аналогічно до московської, завершилася унічию, яка також категорично не влаштувала господарів (у цьому випадку хорватів), які припинили боротьбу за вихід до фінальної частини континентальної першості, фінішувавши на третьому місці.
- Через деякий час після гри керівництво «Лужників» дало вказівку демонтувати та знищити ворота, в які було забито гол Шевченка[17].
- Андрій Шевченко, найкращий бомбардир в історії збірної України, брав участь в усіх 10 матчах національної команди в рамках групового етапу відбору до Євро-2000, в яких українці забили у ворота супротивників сумарно 14 м'ячів. При цьому для Шевченка гол у ворота Філімонова став першим і, відповідно, єдиним у цьому груповому турнірі[18].